# تويوتا سليكا جي تي-فور
تويوتا سليكا جي تي-فور هي سيارة رياضية من صناعة تويوتا أنتجت في 1986 وهي نسخة ذات أداء عالي من تويوتا سيليكا. تمت صناعتها من أجل المنافسة في بطولة العالم للراليات.